# Morin et Cie.
Morin et Cie. war ein französischer Hersteller von Automobilen.

## Unternehmensgeschichte
Das Unternehmen aus Suresnes begann 1906 mit der Produktion von Automobilen. Der Markenname lautete MGR. 1908 endete die Produktion. Eine andere Quelle gibt den Bauzeitraum mit 1907 an.

## Fahrzeuge
Ein Fahrzeug nahm an der Zuverlässigkeitsfahrt Critérium de France teil. Weitere Details liegen nicht vor.